# Вегільяс-де-ла-Сьєрра
Вегільяс-де-ла-Сьєрра (ісп. Veguillas de la Sierra) — муніципалітет в Іспанії, у складі автономної спільноти Арагон, у провінції Теруель. Населення — 28 осіб (2010).
Муніципалітет розташований на відстані близько 200 км на схід від Мадрида, 32 км на південний захід від міста Теруель.

## Демографія
Динаміка населення (INE ):

## Галерея зображень

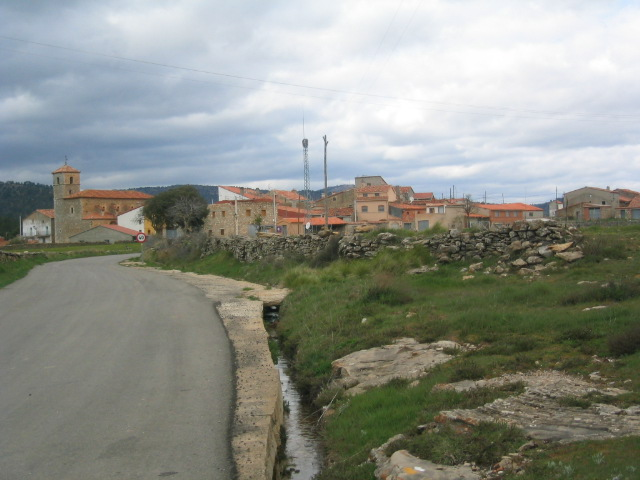
Вегільяс-де-ла-Сьєрра